# Bridgeport (Kansas)
Bridgeport es un lugar designado por el censo ubicado en el condado de Saline en el estado estadounidense de Kansas. En el censo de 2020 tenía una población de 64 habitantes y una densidad poblacional de 118,52 habitantes por km². Fue incluido como CDP en el censo de 2020. 

## Geografía
Bridgeport  se encuentra ubicado en las coordenadas 38°37′40″N 97°36′47″O / 38.62778, -97.61306. Según la Oficina del Censo de los Estados Unidos,  tiene una superficie total de 0,54 km², todos correspondientes a tierra firme.